# بيث كوريا
كريستيان (بالبرتغالية: Bethe Correia؛ مواليد 22 يونيو 1983) هي مُقاتلة فنون قتالية مختلطة برازيلية مُعتزلة.

## وصلات خارجية
- بيث كوريا على موقع يو إف سي (الإنجليزية)
- بيث كوريا على موقع شيردوغ (الإنجليزية)
- بيث كوريا على موقع Tapology.com (الإنجليزية)
- بيث كوريا على موقع IMDb (الإنجليزية)